# Roadracing-VM 1964
Världsmästerskapen i Roadracing 1964 arrangerades  av F.I.M. Säsongen bestod av tolv Grand Prix i sex klasser: 500cc, 350cc, 250cc, 125cc, 50cc och Sidvagnar 500cc. Den inleddes 2 februari med Förenta Staternas Grand Prix och avslutades med Japans Grand Prix den 1 november.
| Klass   | Mästare individuellt   | Mästare konstruktörer |
| ------- | ---------------------- | --------------------- |
| 500GP   | Mike Hailwood          | MV Agusta             |
| 350GP   | Jim Redman             | Honda                 |
| 250GP   | Phil Read              | Yamaha                |
| 125GP   | Luigi Taveri           | Honda                 |
| 50GP    | Hugh Anderson          | Suzuki                |
| Sidvagn | Max Deubel/Emil Hörner | BMW                   |

## Säsongen i sammanfattning
Mike Hailwood tog sin tredje raka VM-titel i 500-klassen för MV Agusta efter sju Grand Prix-segrar. I 350-klassen vann Hondas regerande världsmästare Jim Redman samtliga åtta GP. I 250-klassen lyckades Redman inte försvara sin titel utan blev besegrad med blott fyra poäng av Yamahas Phil Read. 
Luigi Taveri vann 125-titeln för Honda under det att Suzukis fabriksförare Hugh Anderson försvarade sin 50 kubikstitel efter hårt motstånd från Hondas Ralph Bryans.

## 1964 års Grand Prix-kalender
| Omgång | Datum | Grand Prix       | Bana             | Segrare 50cc         | Segrare 125cc | Segrare 250cc     | Segrare 350cc | Segrare 500cc | Segrare Sidvagn      |
| ------ | ----- | ---------------- | ---------------- | -------------------- | ------------- | ----------------- | ------------- | ------------- | -------------------- |
| 1      | 2/2   | Förenta staterna | Daytona          | Hugh Anderson        | Hugh Anderson | Alan Shepherd     |               | Mike Hailwood |                      |
| 2      | 10/5  | Spanien          | Montjuïc         | Hans-Georg Anscheidt | Luigi Taveri  | Tarquinio Provini |               |               | Camathias/Föll       |
| 3      | 17/5  | Frankrike        | Charade          | Hugh Anderson        | Luigi Taveri  | Phil Read         |               |               | Scheidegger/Robinson |
| 4      | 12/6  | Isle of Man TT   | Mountain course  | Hugh Anderson        | Luigi Taveri  | Jim Redman        | Jim Redman    | Mike Hailwood | Deubel/Hörner        |
| 5      | 27/6  | TT Assen         | TT Circuit Assen | Ralph Bryans         | Jim Redman    | Jim Redman        | Jim Redman    | Mike Hailwood | Seeley/Rawling       |
| 6      | 5/7   | Belgien          | Spa              | Ralph Bryans         |               | Mike Duff         |               | Mike Hailwood | Deubel/Hörner        |
| 7      | 19/7  | Västtyskland     | Solitude         | Ralph Bryans         | Jim Redman    | Phil Read         | Jim Redman    | Mike Hailwood | Scheidegger/Robinson |
| 8      | 26/7  | Östtyskland      | Sachsenring      |                      | Hugh Anderson | Phil Read         | Jim Redman    | Mike Hailwood |                      |
| 9      | 878   | Ulster           | Dundrod          |                      | Hugh Anderson | Phil Read         | Jim Redman    | Phil Read     |                      |
| 10     | 30/8  | Finland          | Imatra           | Hugh Anderson        | Luigi Taveri  |                   | Jim Redman    | Jack Ahearn   |                      |
| 11     | 13/9  | Nationernas GP   | Monza            |                      | Luigi Taveri  | Phil Read         | Jim Redman    | Mike Hailwood |                      |
| 12     | 1/11  | Japan            | Suzuka           | Ralph Bryans *)      | Ernst Degner  | Jim Redman        | Jim Redman    |               |                      |

Anm: *) Ingick ej i världsmästerskapet.

### Poängräkning
De sex främsta i varje race fick poäng enligt tabellen nedan. De fyra bästa resultaten räknades i mästerskapen för sidvagnarna, de fem bästa resultaten räknades för 50cc, 350cc och 500cc och de sex bästa resultaten för 125cc och 250cc.
| Plats | 1 | 2 | 3 | 4 | 5 | 6 |
| ----- | - | - | - | - | - | - |
| Poäng | 8 | 6 | 4 | 3 | 2 | 1 |